# Charles-Albert van der Burch

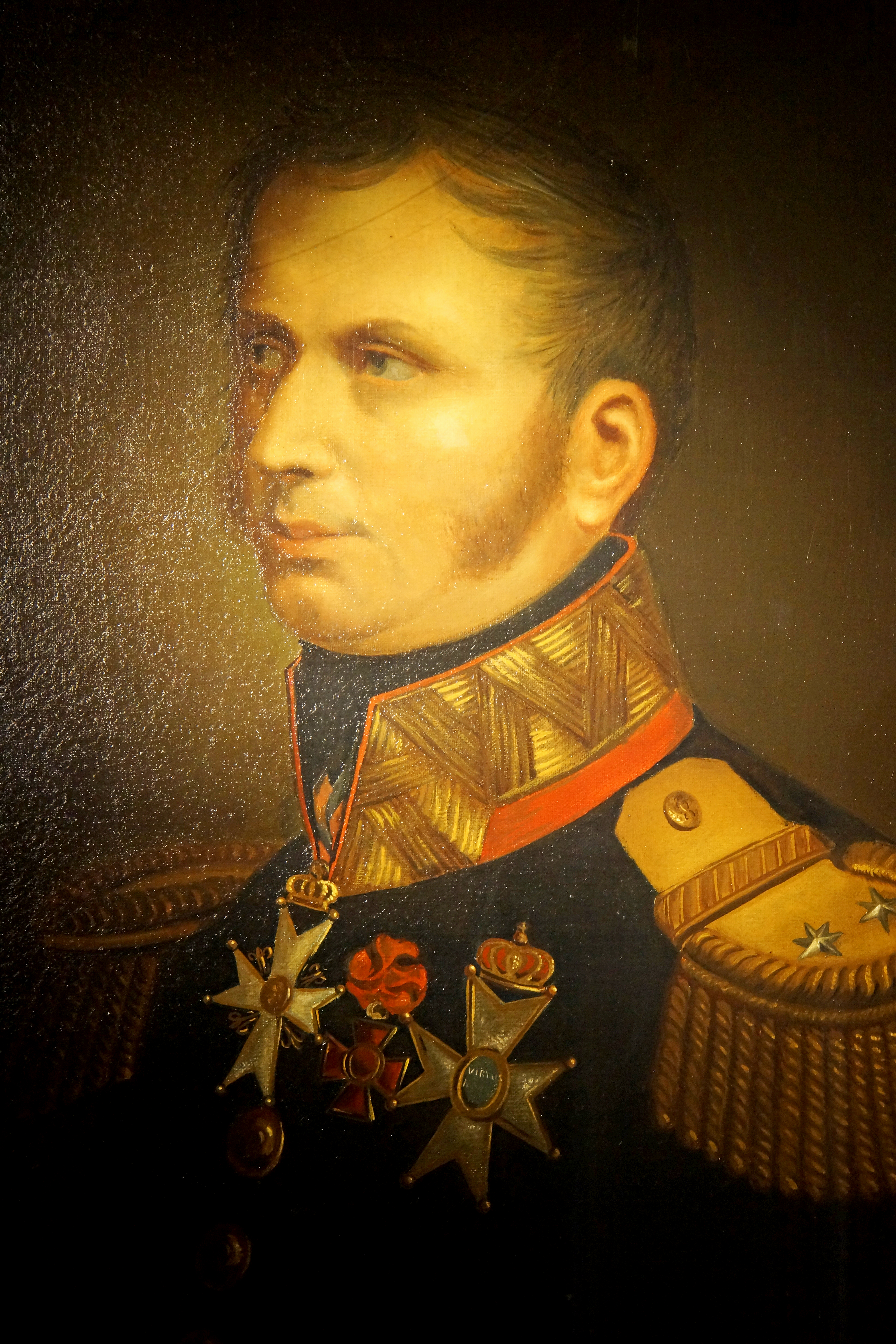
Portret van graaf Charles-Albert van der Burch in het Wellingtonmuseum in Waterloo

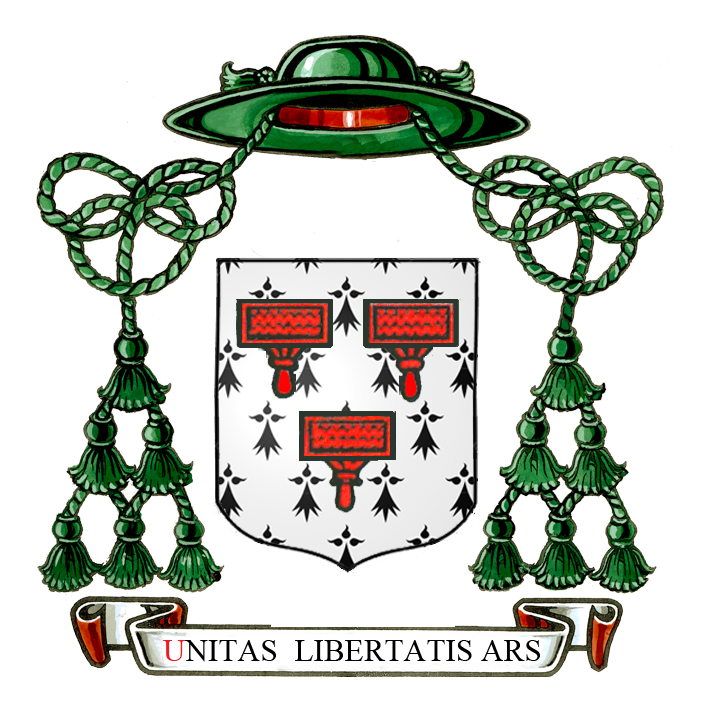
Wapen van de familie van der Burch, hier bedekt met de bisschopshoed van bisschop Frans van der Burch

Charles Albert Louis Alexandre Henri van der Burch (Aubry-du-Hainaut, 23 april 1779 - Écaussinnes-Lalaing, 4 maart 1854) was een Belgisch generaal.

## Biografie

### Familie
Charles-Albert van der Burch was een telg uit de Zuid-Nederlandse adellijke familie van der Burch. Hij was een zoon van graaf Charles van der Burch, heer van Écaussinnes en Hubertsart, lid van de adel in de Staten van Henegouwen en Artesië, en Henriette de Pons de Rennepont. Als jongen was hij page van de Franse koning Lodewijk XVI.
Hij trouwde in 1796 in Boussoit met Félicité de Rodoan (1774-1852), dochter van Philippe de Rodoan, graaf van Boussoit en kamerheer van de Franse keizer, en barones Marie de Rochau, kanunnikes van het Sint-Waltrudiskapittel in Bergen. Tussen 1797 en 1809 kregen ze tien kinderen. Twee onder hen zorgden voor afstammelingen. Ondanks de vele nakomelingen is de familie in 1990 uitgedoofd.
- Alexandre van der Burch (1798-1875), kamerheer van koning Willem I der Nederlanden, legatiesecretaris en auditeur bij de Raad van State, trouwde in 1828 in Londen met Elisabeth Cooper (1806-1874). Ze kregen drie dochters. Hij verkreeg in 1871 de uitbreiding van zijn grafelijke titel op al zijn nazaten. De familietak doofde in 1990 uit.
- Louis van der Burch (1800-1881), cavaleriekolonel en ordonnantieofficier van de koning van België, trouwde in 1839 in Brussel met Emma de Lousada (1810-1894). Ze kregen vier zoons, onder wie graaf Charles Vander Burch, en twee dochters, met afstammelingen tot heden. Hij kreeg in 1871 de grafelijke titel, overdraagbaar op al zijn afstammelingen. Deze familietak is in 1983 uitgedoofd.
- Marie-Thérèse van der Burch (1801-1837), trouwde in 1827 in Écaussinnes-Lalaing met graaf Guillaume de Borchgrave d'Altena (1774-1845), burgemeester van Mechelen-Bovelingen, lid van de Tweede Kamer en senator. Ze kregen twee zoons, graaf François de Borchgrave d'Altena en graaf Guillaume Herman de Borchgrave d'Altena, en vier dochters, met afstammelingen tot heden.
- Charlotte van der Burch (1804-1868), trouwde in 1838 in Écaussinnes-Lalaing met baron Paul Misson (1769-1853), kabinetschef en eerste griffier van de Senaat. Ze kregen een zoon, maar zonder nakomelingen.
- Joséphine van der Burch (1809-1853), trouwde in 1839 in Écaussinnes-Lalaing met ridder Adolphe Daminet (1811-1851), burgemeester van Seneffe en provincieraadslid van Henegouwen, en kleinzoon van Alexandre Daminet. Ze kregen drie dochters, met afstammelingen tot heden. Ze waren de schoonouders van graaf Albert de Briey en baron Gustave de Woelmont.

### Loopbaan
Van der Burch bleef afzijdig tijdens de oorlogen van de Franse Revolutie en het Keizerrijk, hoewel hij twee broers in het Franse leger had. Hij resideerde in het kasteel van Écaussinnes-Lalaing, waar zijn tien kinderen geboren werden. 
Na de ontruiming van het Belgische grondgebied door de Franse troepen in februari 1814, kreeg hij van de geallieerde bezettingsmacht de graad van kolonel en de toestemming een cavalerieregiment op te richten, de chevau-légers Van der Burch. Dit regiment maakte deel uit van het Belgisch legioen, dat weldra werd geïntegreerd in het leger van het Verenigd Koninkrijk der Nederlanden. De militair onervaren Van der Burch werd daarop als commandant vervangen en als vleugeladjudant toegevoegd aan de persoonlijke staf van koning Willem I der Nederlanden. 
Het regiment werd omgedoopt tot het 5de lichte dragonders en onderscheidde zich in de Slag bij Waterloo. Het werd een voorloper van zowel het Nederlandse actuele Regiment Huzaren Prins Alexander als het Belgische 1ste regiment Lanciers. De strijdkreet van deze laatste eenheid (Vaillant ... de le Burch) herinnert nog aan de eerste bevelhebber.
Willem I verleende aan Van der Burch het kruis van commandeur in de Orde van de Nederlandse Leeuw. Hij bevorderde hem op 6 mei 1816 tot generaal-majoor en commandant van Brussel en Zuid-Brabant.
In 1816 kreeg hij erkenning in de erfelijke adel met de titel van graaf, overdraagbaar bij eerstgeboorte en met benoeming in de Ridderschap van Henegouwen. 
In 1819 benoemde Willem hem tot lid van de Eerste Kamer en in 1821 werd hij voorzitter van de Ridderschap van Henegouwen.
In 1830 stapte hij over naar het opstandige Belgische leger en werd hij bevorderd tot luitenant-generaal. Hij werd ook raadsheer bij het militair hooggerechtshof.